# Супербоул IV
Супербоул IV — вирішальна гра сезону 1969 року між командами Американської футбольної ліги «Канзас-Сіті Чіфс» #і Національної футбольної ліги «Мінесота Вайкінгс».
Гра пройшла 11 січня 1970 року на стадіоні «Тулан Стедіум» у місті Новий Орлеан (штат Луїзіана), у присутності 80562 глядачів.
Перемогу у матчі отримала команда «Канзас-Сіті Чіфс» з рахунком 23:7. Найцінним гравцем був визнаний квотербек «Канзас-Сіті» Лен Доусон.